# Grupo Local

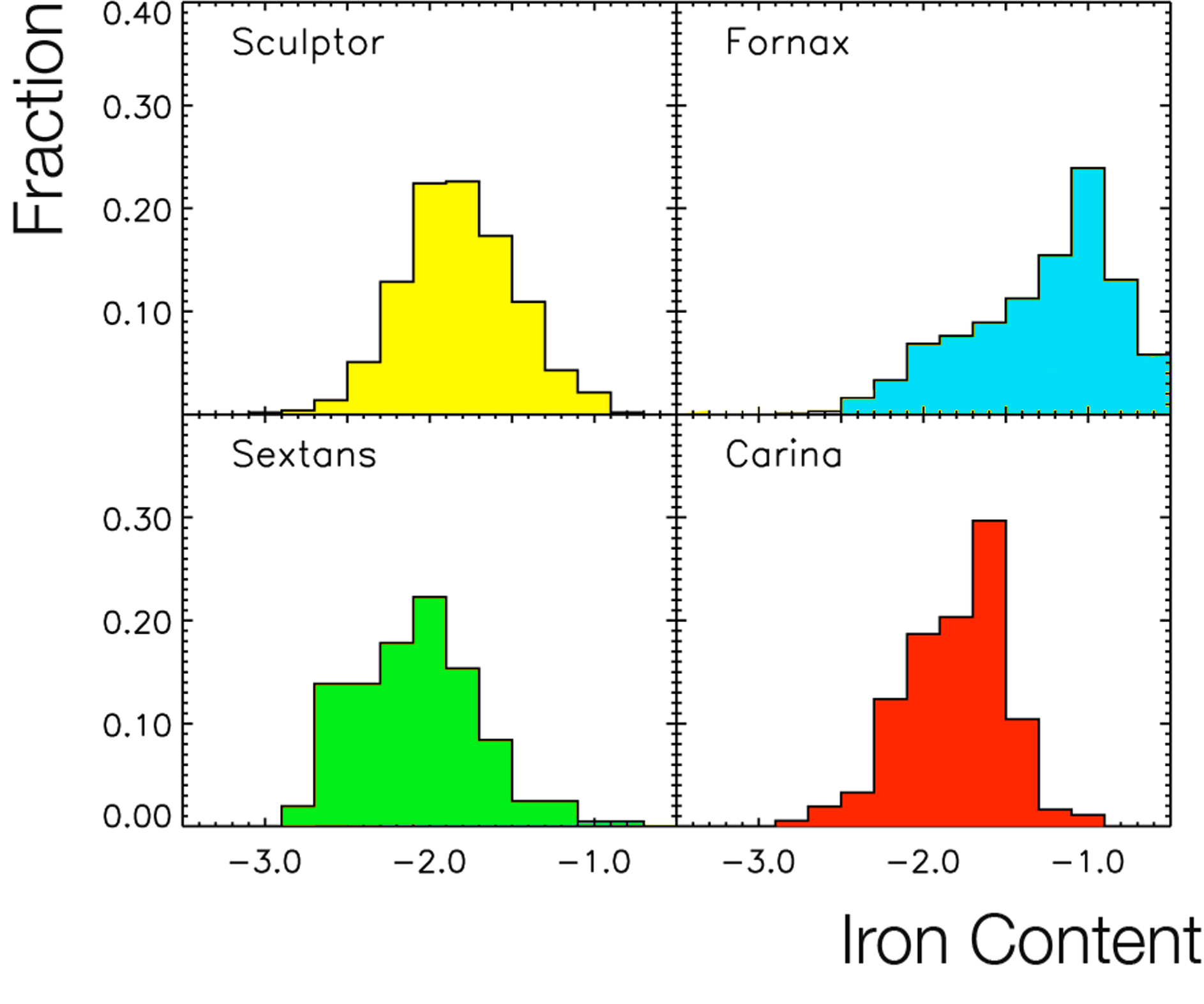
Distribuição do conteúdo de ferro (em escala logarítmica) em quatro galáxias anãs vizinhas da Via Láctea.

O Grupo Local é o grupo composto por mais de 54 galáxias que inclui nossa Galáxia, a Via Láctea, sendo a maioria delas galáxias anãs, com o centro gravitacional localizado entre a Via Láctea e a Galáxia de Andrômeda. As galáxias do Grupo Local cobrem uns 10 milhões de anos-luz de diâmetro e tem uma aparência binária. A massa total do grupo é estimado em (1.29 ± 0.14) × 1012 de massas solares. O próprio grupo é um dos muitos em todo o  Superaglomerado de Virgem.
Os dois membros mais massivos do grupo são a Via Láctea e a Galáxia de Andrômeda. Estas são duas galáxias espirais e cada uma tem um sistema de galáxias satélites.
- O sistema da Via Láctea abrange: Anã de Sagittarius, Grande Nuvem de Magalhães, Pequena Nuvem de Magalhães, Anã de Canis Major, Anã da Ursa Minor, Anã de Draco, Anã de Carina, Anã de Sextans, Anã de Sculptor, Anã de Fornax, Leo I, Leo II e Anãs da Ursa Maior I e II.
- O sistema da Galáxia de Andrômeda abrange: M32, M110, NGC 147, NGC 185, Andrômeda I, Andrômeda II, Andrômeda III, Andrômeda IV, Andrômeda V, Anã Esferoidal de Pegasus (Andrômeda VI), Anã de Cassiopeia (Andrômeda VII), Andrômeda VIII, Andrômeda IX e Andrômeda X.
- A Galáxia do Triângulo, a terceira maior galáxia e a única espiral não barrada no Grupo Local, pode ou não ser uma companheira da Galáxia de Andrômeda, apenas tem uma galáxia satélite, Pisces (LGS 3).
- A qualificação de membro para NGC 3109, e suas companheiras Sextans A e Antlia, é duvidosa devido a suas extremas distâncias para o centro do Grupo Local.

Os outros membros do grupo são gravitacionalmente separadas dos subgrupos maiores: IC 10, IC 1613, Anã de Phoenix, Leo A, Anã de Tucana, Anã de Cetus, Anã Irregular de Pegasus, Wolf-Lundmark-Melotte, Anã de Aquarius e Anã Irregular de Sagittarius.

## História
Edwin Hubble foi o primeiro a identificar o Grupo Local, no capítulo VI do seu livro The Realm of Nebulae (Hubble 1936, págs. 124-151). Ele descreve "um típico e pequeno grupo de nebulosas o qual está isolado no campo geral". No livro, ele descreve por luminosidade decrescente, e os membros são M31, a Via Láctea, M33, a Grande Nuvem de Magalhães, a Pequena Nuvem de Magalhães, M32, NGC 205, NGC 6822, NGC 185, IC 1613 e NGC 147. Ele também identifica IC 10 como um possível membro do Grupo Local. No anos 70, desde o trabalho dele, o número de membros conhecidos no Grupo Local tem aumentado de 12 para 36, em 2003. Este foi de modo, quase duas dúzias de galáxias de baixa luminosidade. Uma equipe russo-americano adicionou ao cânone uma nova galáxia ao encontrar uma pequena e isolada galáxia anã, no final de 2014, a quase 7 milhões de anos-luz de distância. Ela foi chamada KKs3 e está localizada no lado sul do céu na direção da constelação de Hydrus e suas estrelas têm apenas um décimo de milésimo da massa da Via Láctea. Em 2014, o grupo tinha mais de 50 galaxias.

## Galáxias componentes

### Galáxias membros
| Galáxias Espirais                                          | Galáxias Espirais                              | Galáxias Espirais | Galáxias Espirais |
| nome                                                       | tipo                                           | constelação       | notas |
| ---------------------------------------------------------- | ---------------------------------------------- | ----------------- | --- |
| Galáxia de Andrômeda (M31, NGC 224)                        | SA(s)b                                         | Andrômeda         | Maior membro do grupo, recentemente (2006) descobriu-se que também é uma espiral barrada. Pode ser menos massiva que a Via Láctea. |
| Via Láctea                                                 | SBbc                                           | nenhuma           | Segunda maior, contudo, a possível galáxia mais massiva do Grupo Local.                                                            |
| Galáxia do Triângulo (M33, NGC 598)                        | SAc                                            | Triangulum        | a única galáxia espiral não barrada e possível satélite da galáxia de Andrômeda.                                                   |
| Galáxias Elípticas                                         |                                                |                   | |
| nome                                                       | tipo                                           | constelação       | notas |
| M110 (NGC 205)                                             | E6p                                            | Andrômeda         | satélite da galáxia de Andrômeda                                                                                                   |
| M32 (NGC 221)                                              | E2                                             | Andrômeda         | satélite da galáxia de Andrômeda                                                                                                   |
| Galáxias Irregulares                                       |                                                |                   | |
| nome                                                       | tipo                                           | constelação       | notas |
| Wolf-Lundmark-Melotte (WLM, DDO 221)                       | Ir+                                            | Cetus             | |
| IC 10                                                      | KBm ou Ir+                                     | Cassiopeia        | |
| Pequena Nuvem de Magalhães (NGC 292)                       | SB(s)m pec                                     | Tucana            | satélite da Via Láctea |
| Anã do Cão Maior                                           | Irr                                            | Canis Major       | satélite da Via Láctea |
| Pisces (LGS 3)                                             | Irr                                            | Pisces            | satélite da galáxia do Triângulo?                                                                                                  |
| IC 1613 (UGC 668)                                          | IAB(s)m V                                      | Cetus             | |
| Anã de Phoenix                                             | Irr                                            | Phoenix           | |
| Grande Nuvem de Magalhães                                  | Irr/SB(s)m                                     | Dorado            | Quarta maior galáxia do Grupo Local, satélite da Via Láctea                                                                        |
| Leo A (Leo III)                                            | IBm V                                          | Leo               | |
| Sextans B (UGC 5373)                                       | Ir+IV-V                                        | Sextans           | |
| NGC 3109                                                   | Ir+IV-V                                        | Hydra             | |
| Sextans A (UGCA 205)                                       | Ir+V                                           | Sextans           | |
| Galáxias Anãs Elípticas                                    |                                                |                   | |
| nome                                                       | tipo                                           | constelação       | notas |
| NGC 147 (DDO 3)                                            | dE5 pec                                        | Cassiopeia        | satélite da galáxia de Andrômeda                                                                                                   |
| SagDIG (Anã Irregular de Sagitário)                        | IB(s)m V                                       | Sagittarius       | Acredita-se ser o membro mais remoto do baricentro do Grupo Local.                                                                 |
| NGC 6822 (Galáxia de Barnard)                              | IB(s)m IV-V                                    | Sagittarius       | |
| Anã de Pegasus (Anã Irregular de Pegasus, DDO 216)         | Irr                                            | Pegasus           | |
| Galáxias Anãs Esferoidais                                  |                                                |                   | |
| nome                                                       | tipo                                           | constelação       | notas |
| Anã de Boötes                                              | dSph                                           | Boötes            | satélite da Via Láctea |
| Anã de Cetus                                               | dSph/E4                                        | Cetus             | |
| Anã de Canes Venatici                                      | dSph                                           | Canes Venatici    | |
| Andrômeda III                                              | dE2                                            | Andrômeda         | satélite da galáxia de Andrômeda                                                                                                   |
| NGC 185                                                    | dE3 pec                                        | Cassiopeia        | satélite da galáxia de Andrômeda                                                                                                   |
| Andrômeda I                                                | dE3 pec                                        | Andrômeda         | satélite da galáxia de Andrômeda                                                                                                   |
| Anã de Sculptor (E351-G30)                                 | dE3                                            | Sculptor          | satélite da Via Láctea |
| Andrômeda V                                                | dSph                                           | Andrômeda         | satélite da galáxia de Andrômeda                                                                                                   |
| Andrômeda II                                               | dE0                                            | Andrômeda         | satélite da galáxia de Andrômeda                                                                                                   |
| Anã de Fornax (E356-G04)                                   | dSph/E2                                        | Fornax            | satélite da Via Láctea |
| Anã de Carina (E206-G220)                                  | dE3                                            | Carina            | satélite da Via Láctea |
| Anã de Antlia                                              | dE3                                            | Antlia            | |
| Leo I (DDO 74)                                             | dE3                                            | Leo               | satélite da Via Láctea |
| Anã de Sextans                                             | dE3                                            | Sextans           | satélite da Via Láctea |
| Leo II (Leo B)                                             | dE0 pec                                        | Leo               | satélite da Via Láctea |
| Anã da Ursa Menor                                          | dE4                                            | Ursa Menor        | satélite da Via Láctea |
| Anã de Draco (DDO 208)                                     | dE0 pec                                        | Draco             | satellite da Via Láctea |
| SagDEG (Anã Elíptica de Sagitário)                         | dSph/E7                                        | Sagittarius       | satélite da Via Láctea |
| Anã de Tucana                                              | dE5                                            | Tucana            | |
| Anã de Cassiopeia (Andrômeda VII)                          | dSph                                           | Cassiopeia        | satélite da galáxia de Andrômeda                                                                                                   |
| Anã Esferoidal de Pegasus (Andrômeda VI)                   | dSph                                           | Pegasus           | satélite da galáxia de Andrômeda                                                                                                   |
| Anã da Ursa Maior I e Anã da Ursa Maior II                 | dSph                                           | Ursa Maior        | satélite da Via Láctea |
| Identificações incertas                                    |                                                |                   | |
| nome                                                       | tipo                                           | constelação       | notas |
| Corrente Estelar de Virgem                                 | dSph (remanescente)?                           | Virgo             | Em processo de integração à Via Láctea                                                                                             |
| Willman 1                                                  | Galáxia anã esferoidal ou aglomerado globular? | Ursa Major        | 147.000 anos-luz de distância |
| Andrômeda IV                                               | Irr?                                           | Andrômeda         | Provavelmente não é uma galáxia |
| UGCA 86 (0355+66)                                          | Irr, dE ou S0                                  | Camelopardalis    | |
| UGCA 92 (EGB0427+63)                                       | Irr ou S0                                      | Camelopardalis    | |
| Prováveis não membros                                      |                                                |                   | |
| nome                                                       | tipo                                           | constelação       | notas |
| GR 8 (DDO 155)                                             | Im V                                           | Virgo             | |
| IC 5152                                                    | IAB(s)m IV                                     | Indus             | |
| NGC 55                                                     | SB(s)m                                         | Sculptor          | |
| Anã de Aquarius (DDO 210)                                  | Im V                                           | Aquarius          | |
| NGC 404                                                    | E0 ou SA(s)0-                                  | Andrômeda         | |
| NGC 1569                                                   | Irp+ III-IV                                    | Camelopardalis    | |
| NGC 1560 (IC 2062)                                         | Sd                                             | Camelopardalis    | |
| Camelopardalis A                                           | Irr                                            | Camelopardalis    | |
| Anã de Argo                                                | Irr                                            | Carina            | |
| ESO 347-8 (2318-42)                                        | Irr                                            | Grus              | |
| UKS 2323-326                                               | Irr                                            | Sculptor          | |
| UGC 9128 (DDO 187)                                         | Irp+                                           | Boötes            | |
| Sextans C                                                  |                                                | Sextans           | |
| Objetos no grupo local não reconhecidos mais como galáxias |                                                |                   | |
| nome                                                       | tipo                                           | constelação       | notas |
| Palomar 12 (Anã de Capricornus)                            |                                                | Capricornus       | um aglomerado globular inicialmente classificado como galáxia anã esferoidal                                                       |
| Palomar 4 (originalmente designada como Anã da Ursa Maior) |                                                | Ursa Major        | um aglomerado globular inicialmente classificado como galáxia anã esferoidal                                                       |

## Outros objetos notáveis
- Nuvem de Smith - Nuvem de alta velocidade, entre 32000 e 49000 anos-luz da Terra,[7] a 8 mil anos-luz acima do disco da Via Láctea.[8]
- HVC 127-41-330 - Nuvem de alta velocidade, 2,3 milhões de anos-luz da Terra.